# Rusini
Rusini <rusíni> (Rusinsko: Русины Rusyny; ukrajinsko: Русини; včasih tudi Rošnaki, Ruteni, Rusnjanci) so pripadniki majhnega naroda, ki govorijo vzhodnoslovanski jezik, znan kot rusinščina. 
Rusini so potomci Rutencev, ki niso prevzeli etnonima »Ukrajinci« v zgodnjem 20. stoletju. Predstavljanje pod imenom Rusin(-ka, ž) v različnih državah ni bilo priznano in je v nekaterih primerih celo prepovedano. Večinoma se med Rusine priznava Karpato-Rusine, Karpato-Rutence oziroma Karpatske Rutene iz Karpatske Rutenije, regije zahodne Ukrajine, severovzhodne Slovaške in jugovzhodne Poljske.
Rusini so bili vedno pod oblastjo večjih sosednjih narodov in njihovih državnih tvorb, kot so Madžarska, Češkoslovaška, Slovaška, Poljska, Sovjetska zveza, Ukrajina in Rusija. V primerjavi z modernim ukrajinskim nacionalnim gibanjem, ki združuje zahodne Ukrajince s preostankom Ukrajine, se je rusinsko narodno gibanje izražalo v dveh oblikah. Prva obravnava Rusine kot poseben vzhodnoslovanski narod, druga pa temelji na konceptu rusinske bratske unije z Rusi.
Dandanes Rusine kot svojo etnično manjšino uradno priznavajo Slovaška, Poljska, Madžarska, Češka, Srbija in Hrvaška. Leta 2007 so bili Karpato-Rusini kot obstoječa entiteta v Ukrajini priznani zaradi uspešnega delovanja Zakarpatskega regionalnega zborovanja, leta 2012 pa je rusinščina v nekaterih delih ukrajinske države dobila status uradnega jezika. Večina modernih Rusinov, ki se identificirajo s tem imenom, sicer živi izven meja Ukrajine.
Od približno 1,2 miljona ljudi rusinskih korenin se le približno 90.000 ljudi uradno identificira kot Rusini. Vzroki za to so med drugim, da nekatere države pri pridobitvi statističnih podatkov v rubrikah o narodnosti ne omogočajo vpis rusinske nacionalnosti, še posebej to velja za Ukrajino. 
Tudi etnično klasifikacijsko razločevanje Rusinov od Rusov, Ukrajincev, Belorusov ali zahodnoislovanskih narodov, npr. Poljakov  je še danes ponekod politično kontroverzno.  Večina ukrajinskih akademikov uvršča Rusine v etnično podskupino ukrajinskega naroda , kar zavračajo nekateri rusinski  pa tudi večina čeških, slovaških, kanadskih in ameriških znanstvenikov. Po podatkih ukrajinskega popisa prebivalstva iz leta 2001 približno tretjina Rusinov v Ukrajini govori ukrajinski jezik, medtem ko ostali kot materni jezik uporabljajo in navajajo rusinščino.

## Življenjski prostor
Do sredine devetnajstega stoletja so Ukrajinci sebi rekli Ruteni (<Rusíni> v ukrajinščini, <Ruténi> v madžaršćini). Ta izraz se uporablja še danes in se ga najde tudi v starih ukrajinskih ljudskih pesmih. Etnonim Ukrajinci je postal razširjen šele v modernem času zaradi političnih razlogov in je zamenjal etnonim Rutenci najprej v Svobodni Ukrajini (zgodovinski regiji), nato na bregovih reke Dneper, in se je naposled razširil v zahodno Ukrajino na začetku dvajsetega stoletja.
Danes le del Rutencev uporablja etnonim Rusin za samoidentifikacijo. To so primarno ljudje, ki živijo v goratih transkarpatskih regijah zahodne Ukrajine, njenih sosednih območij ter Slovaške in ta etnonim uporabljajo za razlikovanje od Ukrajincev, ki živijo v srednjem Ukrajine. Ker se namenoma ogibajo uporabi etnonima Ukrajinec, Rusini ustvarjajo lokalno in ločeno rusinsko etnično identiteto. Njihovo razlikovanje od Ukrajincev kot naroda pa ostaja zrno spora.
Ljudje, ki se danes identificirajo kot Rusini, tradicionalno prihajajo iz območja goratih predelov Vzhodnih Karpatov (Karpatska Rutenija). Obstajajo tudi priseljene rusinske skupnosti v panonski nižini, v delih današnje Srbije (še posebej v Vojvodini - glej etnične skupine Vojvodine), ter na območju moderne Hrvaške (v slavonski regiji). Rusini so tudi migrirali in se priselili v Prnjavorju, kraju v današnji severni Bosni in Hercegovini. Genetske analiže kažejo statistične razlike med Lemkoti, Bojki, Hučuli, ter ostalimi slovanskimi in evropskimi ljudstvi.
Veliko Rusinov je zaradi železne zavese emigriralo v Združene države in v Kanado. Z izumom moderne komunikacije, kot je internet, so se uspeli zopet povezati med seboj. Izražena je tudi skrb za ohranjanje njihove unikatne etnične in kulturne zapuščine.

## Zgodovina

### Zgodnja zgodovina
Zgodnja zgodovina rusinskega naroda je zavita v tančico skrivnosti zaradi manjka pisanih virov in ni povsem jasno, v kakšnem razmerju je bila ta regija z Velikim Moravskim Cesarstvom, ki je obsegalo večino tega, kar danes poznamo pod imeni Češka t Slovaška ali s Kijevskimi Rusi, ki so po navedbah predniki večine vzhodnoslovanskih nacij, ts. Ukrajine, Belorusije ter Rusije. Njihova domovina, ki jo definira lok karpatskih gora, je pokrivala to, kar je danes ukrajinska Transkapratska oblast (Zakarpatia), majhen del Poljske, severovzhodna Slovaška in majhen kos severovzhodne Romunije. V vsakem primeru je bila populacija kmalu pod političnim nadzorom vladarjev, ki niso bili Slovani, in ki so skušali preoblikovati identiteto ljudi za lastne potrebe.

### Srednji vek
Madžari so vpadli v Vzhodno Centralno Evropo v poznem devetem stoletju in si izborili trdno mesto do enajstega stoletja. Po legendi sta Sv. Ciril in Metod prinesla vzhodno krščanstvo prednikom današnjih Slovakov in Rusinov. Še danes so nekateri Rusini ponosni na unikatno tesno zvezo njihovega jezika z jezikom stare cerkvene slovanščine in na dejstvo, da so krščanstvo sprejeli pred Kijevom, leta 988.
Od takrat pa do 18. stoletja večina zgodovine Rusinov, kot so npr. verovanje ali etnična pripadnost, zaradi pomankanja virov ni znana. Čeprav je bila stara cerkvena slovanščina v srednjem veku uporabljena kot pisan jezik vseskozi slovanske dežele, in se je počasi navzela karakteristik lokalnih izgovarjav, je bilo najdenih le par skript podkarpatskih rusov, akademiki pa si nasprotujejo o njihovemu pomenu glede razkrivanja kulturnih kontaktov regije ali narave posameznega jezika.  Večje število najdenih tekstov v starocerkveni slovanščini ter drugih jezikih se je pojavilo šele za časa Habsburžanov v 16. in 17. stoletju, v razmahu različnih religijskih aktivnosti na tem območju. Grška katoliška cerkev je bila ustvarjena z dvema različnima sporazumoma. Prvi je bil 1596 v Brestu, na poljski strani Galicije, malo severno od podkarpatske Rusije, in drugi leta 1646 v Uzhorodu. Čeprav je unija dovoljevala ljudem, da ohranijo svoje vzhodnjaške običaje in obenem prisegla papeža kot duhovnega vodjo, so dali tudi rimokatoliški cerkvi, madžarskim ter habsburžanskim voditeljem več direktne kontrole nad ljudmi. To je imelo daljnosežne posledice za politiko, lingvistiko in kulturno prihodnost podkarpatske regije.

### Izoblikovanje jezika in migracije
Rimokatoliška cerkev na Madžarskem - zaradi lastnega truda širjenja katoliške identitete med prebivalci in delno zaradi tesnega tekmovanja s transilvanskimi protestanti - je s podporo katoliških Habsburžanskih voditeljev podpirala ustvarjanje pisanih del za podkarpatska ljudstva, kot so katekizmi in slovnice. Vernakularni dialekti so bili uporabljeni tudi za pridige, verske ukrepe, manuskripte ter kronike. Veliko število pridig do sredine 18. stoletja kaže na madžarski vpliv v jeziku, kar kaže na dejstvo, da so prišle iz Madžarske.
V drugem delu 18. stoletja sta Habsburžanska vladarja Marija Terezija in Jožef II. izboljšala šolanje v  celotnema imperiju in dala ustanoviti osnovne in srednje šole, ter ukazala pisanje knjig za ustanovljene šole. Iz tega časa prihaja prva referenca za etnonim ljudi iz podkarpatske Rusije - Rusnak - v slovnici, ki jo je 1778 napisal Arsenii Kotsak, baziljski menih in prebivalec te regije. Namesto da bi uporabil domači dialekt,  je skonstruiral slovnico na podlagi stare cerkvene slovanščine, ter jo prilagodil lokalnemu govoru. Izbiro stare cerkvene slovanščine, ki so jo mnogi imeli za jezik višjega reda od vernakularnega, je imelo raje tudi veliko piscev po Kotsaku, med njimi tudi drugi cerkveni veljaki tistega časa, škof Andrii Bačynskyi, ki je na ta način pisal maše, komentarje in administrativne tekste. Na jezik je močno vplivala tudi latinščina - v izobrazbi kandidatov za duhovnike sta bili uporabljeni tako latinščina kot madžarščina. Veliko večjih piscev tistega časa, ki so uporabljali starocerkveno slovanščino, so v resnici napisali večino svojih največjih del v latinščini. To obdobje sicer razkriva bore malo o identiteti populacije, razen elitnega klerikalnega razreda, ki sta jih do določene mere asimilirali dominantni Madžarski in Avstrijski kulturi.
Čeprav se mnenja o vernakularnem jeziku za šolstvo in publikacijo v večji meri krešejo, pa to ni tako pri skupini Rusinov, ki so ustanovili prvo rusinsko diasporo in so nazadnje ustanovili eno najbolj žarečih rusinskih skupnosti. V času Marije Terezije se je področje avstro-ogrskega cesarstva raztezalo od njegovega severovzhodnega kota, kjer so živeli Rusini, do juga na Balkan. Po pričevanju naj bi se prve štiri družine iz goratih predelov Karpatov zaradi revščine preselilo v Vojvodino, vodil pa naj bi jih duhovnik. Leta 1747 se je na povabilo monarhije prvi val rusinskih kmetov preselil iz Avstro-Ogrskih območij Borshod, Ung in Zemplin v današnjo Vojvodino. Še en val je sledil 1763. Rusini so poselili tudi nekatere majhne kraje vzhodne Slavonije, zdaj del Hrvaške. Prvi val priseljevanja je obsegal približno 200 družin, drugi pa 156 družin. Avstrijske avtoritete so ustanovile lokalno grško katoliško eparhijo, da so ustregle ljudstvu in v času nekaj let so se ustanovile in začele množiti rusinske šole, cehi ter knjižnice. Literarna aktivnost je bila takrat zelo močna. Šolske knjige v rusinskem dialektu so se začele tiskati konec osemnajstega stoletja. Medtem ko kodificirana verzija vojvodinskega rusinskega dialekta v obliki uradno izdane slovnice še ni obstajala, se je vernakular uporabljal v šolstvu in literaturi. V želji, da uporabljajo rusinski dialekt, so vojvodinski Rusini v primerjavi z ostalimi močno izstopali. Kasneje so postali prva rusinska skupina, ki je kodificirala svoj jezik. Medtem pa je postala izobrazba, morda zaradi njihovega imigrantskega statusa, pomembna vrednota vojvodinskih Rusinov. Potrebno je poudariti, da je uporaba rusinskega dialekta, izobraževanje v njem in njegova uporaba v literaturi pomagala ohraniti ta jezik živ. Medtem ko rusinske skupine v Srbiji in na Hrvaškem ohranjajo majhne in kompaktne skupnosti z možnostjo izobraževanja med njimi samimi, morajo Rusini, ki živijo v domovini, večinoma iskati izobrazbo v večjih centrih Madžarske in Avstrije, predvsem Budimpešte ter Dunaja.

### Narodno prebujenje
V sredini devetnajstega stoletja je val narodnostnih prebujenj, ki se je širil čez Evropo, dosegel majhno vzhodnoslovansko skupino, ki je naseljevala severovzhodni del madžarskega kraljestva, Rusine.  V zgodnjem devetnajstem stoletju je diskriminacija avstrijskega cesarstva motivirala veliko rusinskih intelektualcev, da so se preselili na vzhod, v Rusijo, kjer so se zaradi lingvističnih ali drugih kulturnih razlogov lažje integrirali, kot bi se v velikih Avstroogrskih mestih, kot sta Budimpešta in Dunaj. Znani akademik je bil Ivan Orlai, ki je čutil, da mu niso pustili napredovanja kot učitelju zaradi njegovih slovanskih korenin in se je preselil v St. Petersburg leta 1791 v iskanju boljših razmer. Na koncu je postal ravnatelj slavne šole avtorja Nikolaja Gogolja v Ukrajini, inštituta Bezborodko v Ničynu. Tudi Orlaievi zapisi, kot so članek z naslovom "Zgodovina Karpatskih Rusov", ki je bil obljavljen v St.Petersburgu v časopisu Severnii vestnik, je pomagal zanetiti zanimanje o podkarpatskih Rusih med ruskim prebivalstvom.
V zgodnjih 1800ih letih so se po Oraievem vzoru številni rusinski izobraženci preselili v Rusijo in postali profesorji na pedagoškem inštitutu St.Petersburga. Pridružili so se liberalni ruski eliti in se vključili v reforme tistega časa. Rusinski akademik Iurii Venelin, ki je prišel v Rusijo l. 1823 po tem, ko je že končal izobraževanje v Uzhorodu in nekaj časa delal v Kishinevu, je postal še posebej vključen v narodno gibanje še ene slovanske države - Bulgarije. Delal je za akademijo znanosti in potoval v Moldavijo, Bolgarijo ter Romunijo. V svojem delu je za Bulgare skušal osvetliti njihove slovanske korenine ter narediti razlikovanje med slednjimi in njihovimi turškimi koreninami. Verjel je tudi v enost ruskih plemen, ki jim je rekel "mali Rusi, Karpato-Rusi, in Veliki Rusi".

#### Dukhnovyč, Dobrianksy ter grška katoliška cerkev
Lokalno gibanje za kulturno priznanje med Rusini se je v 19. stoletju začelo s kulturnim aktivizmom klerije Grške katoliške cerkve, predvsem v območjih današnje Slovaške. Najbolj znan kulturni aktivist tistega časa je bil Aleksander Dukhnovyč (1803-1865), grški katoliški duhovnik iz vzhodne Slovaške, ki je postal ploden pisatelj in promotor rusofilske orientacije rusinske miselnosti. Trenutno je akreditiran kot oče rusinskega jezika in rusinski narodni buditelj, njegovi kipi pa se lahko najdejo po večini sveta, kjer živijo Rusini, tudi v ZDA.
Za Rusinske otroke iz majhnih vasi je sicer pridobivanje višje izobrazbe po navadi pomenilo preseljevanje od doma in učenje novih jezikov. Dukhnovyč je tako zapustil svojo vas, najprej študiral v gimnaziji v Uzhorodu, kjer so se učili latinščine in madžarščine, kasneje pa se je v Grško katoliškem semenišču učil večinoma v latinščini ter v majhnem delu staro cerkveno slovanščino. Zgodaj je začel s pisanjem poezije in proze, iz začetka v madžarščini. Ko je bil dodeljen k delu v majhnih rusinskih vasicah na slovaškem leta 1833, kar je na začetku razumel kot žalitev in degradacijo, je bil Dukhnovyč inspiriran, da začne pisati v jeziku njegovega ljudstva. Vendar je tudi on, kot veliko drugih njegove ere, stremel k temu da se jezik čim bolj približa cerkveni slovanščini. Leta 1844 je madžarščina postala uradni jezik v madžarskem kraljestvu, ki je neposredno vladalo rusinskemu območju, in je zamenjala latinščino. Veliko slovanskim skupinam pod madžarsko vladavino se je zdela ta politika opresivna, in nekateri so našli tolažbo v ideologiji pan-slavizma, to je ideja slovanske enotnosti proti opresorjem. Dukhnovyč je študiral pisanja panslavistov in nacionalističnih akademikov, kot so Vuk Karadžič iz Srbije, Jan Kollar in Pavel Šafarik iz Slovaške, Adam Mickiewicz iz Poljske, in veliko ruskih avtorjev in mislecev: Lomonosov, Deržavin, Karamzin, Puškin. Dukhnovyču je bila ideja podkarpatsko-ruske, rusinske ter ruske ena in ista ideja, in menil je, da bi lahko bili Rusini ponosni, da se tretirajo kot veja ljudi, ki so dovolj močni, da vodijo mogočno cesarstvo.
Dukhnovyč je bil ploden pisec, njegova najbolj znano delo je knjiga v verzih "Primer", napisano leta 1847 v cerkvenoslavonski rusinščini za otroke (z verzi proti konzumaciji alkohola, ki so bili namenjeni odraslim), ki je promoviralo pridno delo in učenje, in je opisovalo idealne karakteristike rusinskega posameznika "preprost, pobožen, miroljuben, ponižen, poslušen oblastem, delaven in potrpežljiv", napisal pa je tudi prvo igro v rusinskem jeziku, "Vrednote so pomembnejše od bogastev", ki govori o šolanju ter o izogibanju razvadam, kot so pohlep ali odvisnost. Po Rusinku je Primer izjemna truda vredna želja ponuditve pozitivne samo-definicije za očrnjeno ljudstvo, ki mu je manjkalo narodne identitete.
Dukhnovyčeva pisanja so postala tudi del večjega truda ohranjanja rusinske identitete skozi jezik, ki ga je vodila grškokatoliška eparhija na Mukačevem. Cerkveni voditelji so se leta 1849 odzvali širjenju madžarskega jezika tako, da so osnovnim šolam zaobvezali učenje v rusinskem jeziku ter klerikalcem uporabo rusinčine v obredih ter dokumentih, kakor tudi svetovali župljanom, naj se ne odrečejo svojemu jeziku. Na Dukhnovyčevo žalost je publikacija tega dokumenta Dukhnovyča označila za povzročitelja težav v očeh madžarskih avtoritet, zato je bil aretiran in za nekaj časa zaprt leta 1849. Še ena njegova pesem, napisana leta 1851 v mešanici rusinščine z elementi ruščine ter starocerkvene slovanščine se glasi: "Bil sem Rusyn, bil in še bom. Rodil se Rusyn, častne zapuščine pozabil ne bom. Ostal bom njen sin." Ne le da se identificira, ampak tudi veže rusinsko ljudstvo na njihovo domovino: "Najprej sem videl svetlobo pod Beškidi, prvi zrak, ki sem ga vdihnil je bil Rusinski, pitali so me z rusinskim kruhom in Rusin je gugal mojo posteljico."
Večina Rusinov v tistem času, čez 90%, ni znala brati, in večina izobražencev je bila močno asimilirana v madžarsko kulturo, zato je Dukhnkovyč bìl zelo težko bitko, da je postal "narodni buditelj". Bilo je skoraj nemogoče objaviti karkoli v moderni cirilici, saj sta bili za to na voljo le dve tiskarni, ena na Dunaju, druga v Budapešti (takrat Peštinska Univerza). Tako je Dukhnovyč moral uporabiti stare cerkvene slovanske znake. Njegove prošnje za nove tiskarske okvire je škof Popovyč iz Mukačeva zavrnil. Prav tako je bila podpora Grške katoliške cerkve rusinskemu narodnemu gibanju precej majhna, odvisna predvsem od posameznih škofov. Temu botrujejo mnogi faktorji, med drugim nedefinirana politična stališča Grške katoliške cerkve. Poleg tega se je morala boriti oziroma zavarovati proti Rimokatoliškemu Katolicizmu in Ortodoksni cerkvi, da je lahko tehtala med družbenimi in političnimi položaji klerikalne elite pod okvirom zahtev madžarskih in avstrijskih vladarjev, da je lahko konec koncev zadostila potrebam navadnih ljudi, katerim naj bi Cerkev zadostovala. Tako je včasih bila največja zagovornica rusinskega jezika in kulture, včasih pa je podlegla madžarskim avtoritetam in dopustila nazadovanje kulturnega razvoja, ki bi lahko prinesel neodvisnost od Madžarske. Na primer, škof Gaganets iz Prešova je bil na začetku podpornik in naročnik Dukhnovyčeve publikacije Literarno Društvo Prešov, kot tudi podpornik Dobrianskyevega političnega programa. Zato je od madžarskega kardinala dobil uradni ukor, vendar je naenkrat zopet dobil kardinalovo priznanje in je bil posvečen v viteza, kar je vodilo do špekulacij, da je bil verjetno vpleten v prepoved društva leta 1853.

#### Ruska intervencija
Ko so se Madžari borili za svojo neodvisnost od Avstrije v revolucijah leta 1848, se je večin Rusinov, ki niso bili pomadžarjeni, zgrozila ob dejstvu, da bo Madžarska kultura in jezik imela več svobode od njihove lastne kulture. Junija 1849 je car Nikolaj I. poslal rusko vojsko, da intervenira v podpori Avstrije. Njihov prihod v podkarpatsko Rusijo je naredilo močan vtis na prebivalstvo, čeprav tam niso bili posebej dolgo. Na lokalno prebivalstvo je naredilo to tako močan vtis, da je dogodek spremenil potek gibanja za razvoj rusinskega literarnega jezika. Dukhnovyč je bil neverjetno vesel, da se je lahko pogovarjal z vojaki relativno brez truda, in je kasneje opisal prihod vojakov kot eno "največjih veselij" njegovega življenja. Poleg njega je bil nad dogodkom presenečen tudi Adolf Dobriansky, še en pomembni narodni buditelj, ki je vodil delegacijo na Dunaj, kjer je zahteval politično združitev madžarsko- in avstrijsko- kontroliranih rusinskih teritorijev. Tudi Dobriansky je ohranil stike s panslavističnimi krogi in z rusko vlado in se je osredotočil na politični aktivizem širši od Dukhnovyča.
Spomin ruske intervencije je bil ohranjen v rusinski miselnosti. Lokalni entuziazem of prihodu ruskih enot je bil dovolj, da so ustanovili rusko usmerjeno literarno društvo v Prešovu, katerega je vodil Dukhnovyč. Ta aktivistična združba je izdajala dela lokalnih avtorjev ter slovaških, galicijskih in celo srbskih avtorjev. Rusinski testi so bili napisani v mešanici lokalnega dialekta, ruščine ter stare cerkvene slovanščine, in čeprav je Dukhnovyč upal da bo cerkvena slovanščina postala združujoči jezik slovanov, je naposled začel zagovarjati uporabo ruščine, verjetno ker jo je videl kot bolj "nobel" in moderno kot starocerkveno slovanščino. Prešovo literarno združbo je madžarska vlada prepovedala leta 1853, in do šestdesetih let je rusinsko gibanje odstopilo položaj pogledom z "manj optimizma, več realizma in literarnih ter lingvističnih debat". 1862 Dukhnovyć in Dobriansky ustanovita Skupnost Sv. Janeza Krstnika, da izobražuje rusinsko mladež, vendar ideja propade skupaj z Dukhnovyčevo smrtjo leta 1865.

#### Emigracije
Dobriansky in drugi (Ioann Rakovsky, Aleksandr Pavlovyč) so si naprtili, da nadaljujejo z Dukhnovyčevim delom. 1866 Dobriansky in Rakovsky ustanovijo Društvo Sv. Bazila Velikega, rusko orientirano kulturno društvo, ki se je nadeljevalo tja v 20. stoletje, in je na koncu tekmovalo z ukrajinsko usmerjeno društvo Prosvita. Pavlovyč je pisal poezijo v rusinskem dialektu, mešanem z ruščino in cerkveno slovanščino. Na splošno se je osredotočal na revščino dnevnega rusinskega življenja, ter nekatero bolj eksplicitno politično vsebino glede razvoja v drugih delih Evrope. Tisti čas je bila situacija za Rusine na Madžarskem vedno slabša. Še posebej po 1867 je pomadžarjevanje slovanskih teritorijev postalo zelo intenzivno. Šolanje v slovanskih jezikih ni bilo mogoče in modernizacija agrikulturne tehnike je marsikateremu rusinskemu kmetu vzela živež. Njihovi slovaški sosedje so se prav tako znašli v podobni situaciji, ki so jo nanj naprtile madžarska pravila. Po 1874 je bilo višje izobraževanje na voljo le v madžarskem jeziku. Rezultat tega je bil, da je ta proces skoraj izbrisal domače izobražence in da je do leta 1910 bilo le 21 od 64.797 javnih uslužbencev ter javnih učiteljev na madžarskem rusinsko-govorečih. Ko so gledali revščini v oči in brez možnosti napredovanja brez asimilacije, se je veliko ljudi odločilo emigrirati in iskati možnosti čez lužo. Do začetka prve svetovne vojne je približno 150.000 Rusinov emigriralo v ZDA.

#### Lemkoti
Severno od Madžarske so Lemko Rusini čutili nekaj resonance z rusinskim narodnim gibanjem. Sicer so živeli tam, kjer je danes jugovzhodna Poljska, in čemur so takrat rekli zahodni del Galicije, vendar so bili tudi oni pod vplivom neenakomernega kulturnega razvoja in kopleksnih političnih razmer, ki so jim dala na voljo le majhno število - med sabo konfliktnih - možnosti izbire etnične identitete. Vseskozi njihovo zgodovino so bili Lemkoti kulturno povezani z Rusini podkarpatov in Slovaške. Do neke mere so tudi čutili enako občudovanje ruskega jezika in kulture, vendar so bili vedno pod vladavino Avstrije in Poljske, in so na koncu doživeli silo tako ukrajinskih kot poljskih narodnih gibanj. Vzhodna regija Poljske in zahodne meje Ukrajine so bile jabolko spora že stoletja, vendar je po particiji Poljske 1795 Galicija padla pod avstrijsko kontrolo. Ukrajinsko narodno gibanje se je začelo dvigati v vzhodni Galiciji, vendar ni imelo podpore celotnega prebivalstva. Tekmovati je moralo z rusofili - s katerimi so Dukhnovyč in njegovi podporniki imeli mnogo ideoloških skupnih točk, ki so verjeli da so Ukrajinci le veja ruskega ljudstva in da zato podpirajo združitev z Rusijo. Avstrija in Vatikan, ki sta se bala ruske ekspanzije v ta teritorij, sta začela aktivno podpirati novo ukrajinsko gibanje proti rusofilskemu gibanju. S pomočjo avstrijske vlade so Ukrajinci dovolili Avstrijcem, da izdelajo lastno politično strukturo, da kodificirajo svoj jezik in prejmejo temu namenjen oddelek univerze v Lvivu, za uporabo svojega jezika in administracijo, in da izvolijo svoje lastne poslance v Avstrijski parlament.  Tako je ta regija, ki so jo za nacionalni center oklicali tako Poljaki kot Ukrajinci, ustvarjala veliko napetost. 

### Prva svetovna vojna
Prva svetovna vojna je situacijo v Galiciji še dodatno zakomplicirala. Rusija je zavzela Galicijo in nekatere druge regije današnje Ukrajine, in Ukrajinci iz nekaterih zajetih območij so zbežali na Dunaj, kjer so ustanovili Generalni ukrajinski koncil in izklicali neodvisno ukrajinsko državo. Ko so sredi 1915. leta Avstrijci ponovno zavzeli, kar so zgubili, so grobo kaznovali ljudi, ki so bili simpatetični do rusofilskega gibanja, in ki se do takrat niso asimilirali pod ukrajinsko nacionalno identiteto, ampak pod starim imenom, Rusin. Kot se je ponovno zgodilo po drugi svetovni vojni, so se Lemkoti znašli med dvema ognjema, obtoženi, da podpirajo "napačno" stran. Avstrijci so ciljali primarno na Lemkovsko regijo, katere Ukrajinska narodna gibanja še niso dosegla. Par tisoč ljudi je bilo aretiranih in zaprtih, predvsem v znanem koncentracijskem taborišču Talerhof v Avstriji. Proti koncu prve svetovne vojne so s tako vzhodne kakor zahodne strani današnje Ukrajine prešle skozi politični preobrat. Vzhod je doživel revolucijo, kratko ustvarjanje ukrajinske države in nato inštalacijo sovjetsko-ukrajinske vlade, preden so bili potegnjeni v večjo rusko državljansko vojno, katere posledica je bila naposled sovjetska oblast. Zahodni del Ukrajine je imel drugačen potek dogajanja. 1918 so različne regije zahodne Ukrajine sicer šle v različne politične smeri, vendar so deli Ukrajine, ki mejijo na Poljsko, deklarirali ustanovitve Zahhodne Ukrajinske Nacionalne Republike s sedežem v Lvivu, in so se takoj pričele boriti s Poljskimi enotami. Po vojni, je bila regija pod nadzorom alianse, kot območje pod vprašajem, nato pod Poljsko oblastjo. Lemkoti na zahodnem delu regije so se razdelili zaradi identitete, kar je naposled zagnalo eno izmed dveh poskusov rusinske politične neodvisnosti. 

### Medvojno obdobje
Lemsko Republiko Komančo je Novembra 1918 ustanovilo 35 delegatov iz območja Lemko. Bazirala je predvsem na ukrajinski identiteti in je upala na naposledno politično združitev z Zahodno ukrajinsko nacionalno republiko. Preden so jo napadli in razdrli poljski vojaki zgodaj leta 1919 po sporazumu v St. Germainu, ki je dal zahodni del Galicije Poljski, je Komanča zrasla dovolj, da je imela policijsko moč z 800-1000 policisti. Lemko republika Florynka  (originalno Ruska narodna respublika Lemkiv), je za razliko od Komanče ubrala nasprotno pozicijo. Republika Florynka je bila večja - imela je podporo vsaj 130 vasi - in je uspela zdržati skoraj dve leti, do januarja 1921. Ustanovitelji Republike Florynke so bili rusofili in so sprva hoteli ustanoviti državo, ki bi se imenovala Karpatska Rusija, ki bi bila naposled združena z Rusijo. Vendar so se kmalu zavedli nepraktičnosti te želje, glede na geografsko razdaljo od Rusije in ravnokar izvedene boljševiške revolucije. Namesto tega o se odločili zahtevati združitev s Češkoslovaško in poslati delegate v Prešov, na Slovaško, da delajo skupaj s tamkajšnjimi rusinskimi voditelji. Medtem Poljska ni imela namena tolerirati kakršnih koli novih držav na njenem teritoriju in je dala zaprti republiške poveljnike zgodaj leta 1919. Vendar se je Republika Florynka kmalu reformirala kot lobistična skupina proti mobilizaciji Lemkov v poljsko vojsko, in ustanovila novo vladajočo strukturo, z velikim koncilom in izvedenjskim komitejem zgodaj leta 1920. Poljska je poslala enote v regijo, da bi prisilila Lemkote, da se pridružijo poljski vojski, in v roku enega leta so voditelji Florynke bili na zatožni klopi zaradi "proti-poljske agitacije". Kasneje so bili oproščeni. 

## Avtonomnost in separatistično gibanje
Rusinsko separatistično gibanje, ki ga vodi pravoslavni duhovnik Dmitri Sidor (nadškof Uzhoroda - ukrajinska pravoslavna cerkev moskovskega patriarhata) in njegovi odnosi z rusko pravoslavno cerkvijo ter način zbiranja denarja za njegove aktivnosti so dvignile veliko prahu. Rusija je kot rezultat ruskega cenzusa leta 2004, priznala Rusine kot posebno etnično manjšino in je bila obtožena, da povzroča etnične tenzije in separatizem med Rusini. 
Ob prvem evropskem kongresu Rusinov, ki je sedmega junija 2008 potekalo v Mukačevu, je bila sprožena obtožnica v imenu drugega dela 110. člena ukrajinskega kazenskega zakonika.
Na kongresu so se odločili, da bodo Zakarpatiji ponovno dali posebni status "teritorija Rusinov južno od Karpatov" s samo-vlado pod konstitucionalnim imenom Podkarpatski Rusi. Devetindvajsetega oktobra je potekal v Mukačevu tudi drugi kongres, in podpisan je bil memorandum, ki od avtoritet zahteva priznanje Podkarpatske Ruske avtonomije do prvega decembra. Še isti dan so pripadniki ukrajinske varnostne agencije (SBU) začeli izpraševati Dmítrija Sídorja in Evgénija Žúpana. 
Osebi sta bili vpoklicani na SBU kot priči v kazenskem postopku "kršitev ukrajinske teritorialne integritete", ki je bila inicijirana junija 2008. Preiskovalci pa so se zanimali o okoliščinah in virih financiranja drugega evropskega kongresa rusinov, ki je potekal 25. oktobra, pri katerem so podpisali memorandum. Ena od preiskanih oseb je bila obtožena na podlagi separatizma leta 2012.

## Genetske raziskave
Genetske študije Rusinov, ki so bile do zdaj opravljene, kažejo na skupno predništvo z ostalimi evropejci.  Analiza po materinih straneh je pokazala, da imajo Rusini najvišjo frekvenco Haplogroup I (mtDNA), ki je bila do tedaj najdena. Regionalni vrh doseže pri Rusinih tudi Haplogroup M*. Analiza populacijske genetike kaže statistične razlike med Rusini in ostalimi slovanskimi ali evropskimi ljudstvi.

## Religija
Leta 1994 je zgodovinar Paul Robert Magocsi navedel, da obstaja približno 690.000 rusinskih pripadnikov cerkva v Združenih Državah, kjer jih 320.000 pripada katoliškim cerkvam bizantinskega obreda, 270.000 pravoslavnim cerkvam, in 100.000 ostalim protestantskim in drugim denominacijam.

### Vzhodni katoliki
Večina Rusinov je katolikov vzhodnega obreda, ki so od združitve pri Brestu 1596 in pri Uzhorodu 1646 v enosti z rimokatoliško cerkvijo.
Panonski Rusini bivše jugoslavije (predvsem v Vojvodini) so organizirani pod eparhijo v Križevcih. Ti so v diaspori Združenih držav amerike, ki jo je ustanovila Bizantinska katoliška metropolitska cerkev Pittsburgha.

### Pravoslavna cerkev
Čeprav so bili izvorno povezani s pravoslavno cerkvijo iz Konstantinopla, je bila ta vez močno načeta zaradi komunistične revolucije v ruskem imperiju in posledične železne zavese, ki je razdelila pravoslavno diasporo od pravoslavcev, ki so živeli v zgodovinsko domačih krajih. Številne skupine preseljenih ljudi so še naprej izvajale pravoslavno tradicijo predrevolucionarnih časov, medtem ko so še naprej ali negirale ali minimizirale validiteto cerkvenih organizacij ki operirajo pod komunističnimi oblastmi. Na primer, pravoslavna cerkev v Ameriki (OCA) je dobila avtokefalni status s trani moskovskega patriarhata leta 1970. Čeprav je bilo v zgodnjih osemdesetih letih približno 25% pripadnikov OCA Rusinov (ki so jim rekli Rutenci), je pritok pravoslavnih imigrantov iz drugih držav in novih verujočih , ki so se hoteli povezati v vzhodno cerkev, zmanjšal Ruski vpliv in nadomestila ga je nova ameriška pravoslavna praksa.
Veliko rusinskih američanov je zapustilo katolicizem v zameno za Ortodoksijo v 19. stoletju, zaradi prerekanja med škofi Latinskega obreda, ki so sumljivo gledali na drugačne načine bizantinskega reda (npr. poročeni duhovniki). Po kisli bitki z nadškofom Johnom Irelandom se je oče Alexis Toth, Rusin iz Madžarske, spreobrnil v Vzhodno Pravoslavje, zaradi česar ga je Pravoslavna cerkev kanonizirala.
Še en velik del rusinskih američanov pripada Ameriški Karpato-Rusinski Pravoslavni Diocezi, ki ima sedež v Johnstown, Pennsylvania. Od svojih zgodnjih dni je skupina priznana s strani ekumenskega patriarhata kot avtokefalna dioceza.

## Etnične podskupine

### Karpato-Rusini
- Podkarpatski Rusini
  - Dolinci
    - Lemaki, Rusinci iz Berega and Unga. Lemaki rečejo besedi "samo"/"le": "лем/lem."
    - Lišaki, Rusini iz Máramarosa in Ugoče. Lišaki rečejo besedi "samo"/"le":  "лиш/liš."

  - Vrhovinci, potomci Bojkov ki so se v 17. in 18. st. premaknili iz Galicije na visokoležno področje subkarpatske Rusije, imenovano Vrhovina. Vrhovinci trenutno naseljujejo vzhodni del Velikega Berežnega Rajona, Rajona Volovec ter severne in zahodne dele Rajona Mičirja.
- Prešov Rusini
  - Šotaki, Zemplín Rusini, ki živijo na področjih modernih slovaških predelov Snine, Mihajlovca, Humenne in Sobrance.
  - Čopaki, Spiš Rusini, ki uporabljajo besedo "цо/tso" za izraz "kaj". (npr. "Цо пак?/Čo pak?" - "Kaj zdaj?")
  - Krajnjaki
- Galicijski Rusini
  - Lemkoti
  - Bojkoti
- Bukovinski Rusini

### Zahodni Rusini
Zahodnorusinskemu jeziku je bil v srbski provinci Vojvodini odobren uradni status in je kodificiran. Sicer je v Vojvodini rusinski jezik podoben slovaškemu in se včasih tretira kot lastni jezik, včasih pa kot dialekt slovaškega jezika. Od leta 1995 je Rusinščina priznana tudi na Slovaškem kot jezik manjšine (področja, ki sestavljajo vsaj 20% Rusinov).

### Hučuli
Hučuli so posebna etnična skupina. Veliko Hučulov se danes identificira kot Ukrajinci. Pred štirinajstim ali petnajstim stoletjem so Huculi živeli v Podolia. Potem so migrirali v Galicijo in Bukovino. V 15. in 16. stoletju so Huculi migrirali na vzhod podkarpatske Rusije.